# Lakkundi, Sampgaon
Lakkundi là một làng thuộc tehsil Sampgaon, huyện Belgaum, bang Karnataka, Ấn Độ.